# Arisa
Arisa, nome artístico de Rosalba Pippa (Génova, 20 de agosto de 1982), é uma cantora italiana.
Depois de vencer a competição em 2008 Sanremolab, ele alcançou o sucesso ao participar do 59º Festival de Sanremo em 2009 com a canção Sincerità, que venceu a categoria "Nuove Proposte".
Hoje, após a publicação de quatro álbuns de estúdio, um ao vivo, um EP e 14 policiais individuais e promoções, FIMI certifica suas vendas para mais de 345 mil cópias com nove de platina e dois discos de ouro. Durante sua carreira Arisa conseguiu três pódios e dois primeiros lugares em quatro participações no Festival de Sanremo, respectivamente em 2009, quando ele ganhou como rookie em 2010, na categoria "Artistas", com a canção Malamorenò, terminando em segundo em 2012 com a música da noite, ganhando Sanremo Sanremo Hit Prêmio de melhor single mais vendido dessa questão, e em 2014, com Controvento, vencedor do Big. Ele também recebeu vários prêmios, como um prêmio Assomusica e Prêmio de Crítica "Mia Martini" no Festival de Sanremo em 2009, um Prêmio Imprensa no Festival de Sanremo 2012, dois Music Awards vento, uma Veneza Music Awards, um Prêmio Lunezia e um Prêmio Regia Televisiva, bem como várias indicações aos World Music Awards.
Desde 2010 começou suas operações de televisão, como a presença permanente na TV Victor Victoria - Nada é como parece e como um juiz do quinto e sexto edição italiana do show de talentos X Factor, e em 2011 ela lançou sua carreira no cinema, fazendo sua estréia como ambos atriz e como uma atriz de voz. Em 2015 é, em vez de co-anfitrião da 65ª edição do Festival de Sanremo.

## Biografia
Uma semana após seu nascimento, a família retornou a cidade natal original deles, Pignola, uma vila a alguns quilômetros de Potenza. O seu nome artistíco é um acrônimo dos nomes dos membros da família dela: A de seu pai, Antonio; R de seu próprio nome, Rosalba; I e S das suas irmãs, Isabella e Sabrina; e A de sua mãe, Assunta.
Em 1999, ela ganhou o primeiro prêmio na competição Cantacavallo em Teggiano (SA) pela sua memorável habilidade para cantar. O presidente do júri, a jornalista e escritora Bianca Fasano, ela mesma entregou o prêmio.
A fama de Arisa surgiu em 2009, após sua participação no Festival de Sanremo. Ela ficou em primeiro lugar na seção 'Newcomers' e ganhou o Prêmio 'Mia Martini' das Críticas com a música "Sincerità".
No início de 2009, ela lançou seu primeiro álbum, chamado Sinceritá.
Em 21 de junho de 2009, Arisa participou do show beneficente "Amiche Per L'Abruzzo", organizado pela cantora Laura Pausini para levantar fundos para a reconstrução da cidade de Áquila, devastada por um terremoto.

## Discografia

### Álbuns de estúdio
- 2009 - Sincerità
- 2010 - Malamorenò
- 2012 - Amami
- 2014 - Se vedo te
- 2016 - Guardando il cielo
- 2019 - Una nuova Rosalba in città
- 2021 - Ero romantica

### Singles
- 2009 - Sincerità
- 2009 - Io sono
- 2009 - Te lo volevo dire
- 2010 - Malamorenò'
- 2010 - Pace
- 2011 - Il tempo che verrà
- 2012 - La notte
- 2012 - L'amore è un'altra cosa
- 2012 - Meraviglioso amore mio
- 2014 - Controvento
- 2014 - Quante parole che non dici
- 2014 - La cosa più importante
- 2015 - Liberi
- 2016 - Guardando il cielo
- 2016 - Voce
- 2016 - Una notte ancora
- 2017 - Ho perso il mio amore
- 2017 - Ho cambiato i piani
- 2017 - Vasame
- 2019 - Mi sento bene
- 2019 - Una nuova Rosalba in città
- 2019 - Tam Tam
- 2020 - Nucleare (con Manupuma)
- 2020 - Ricominciare ancora
- 2021 - Potevi fare di più
- 2021 - Quando (con Michele Bravi)
- 2021 - Ortica
- 2021 - Psyco
- 2021 - Altalene (feat. Brown & Gray)
- 2021 - Cuore
- 2022 - Verosimile
- 2022 - Tu mi perdición
- 2023 - Non vado via
- 2024 - Baciami stupido